# Arctostaphylos uva-ursi

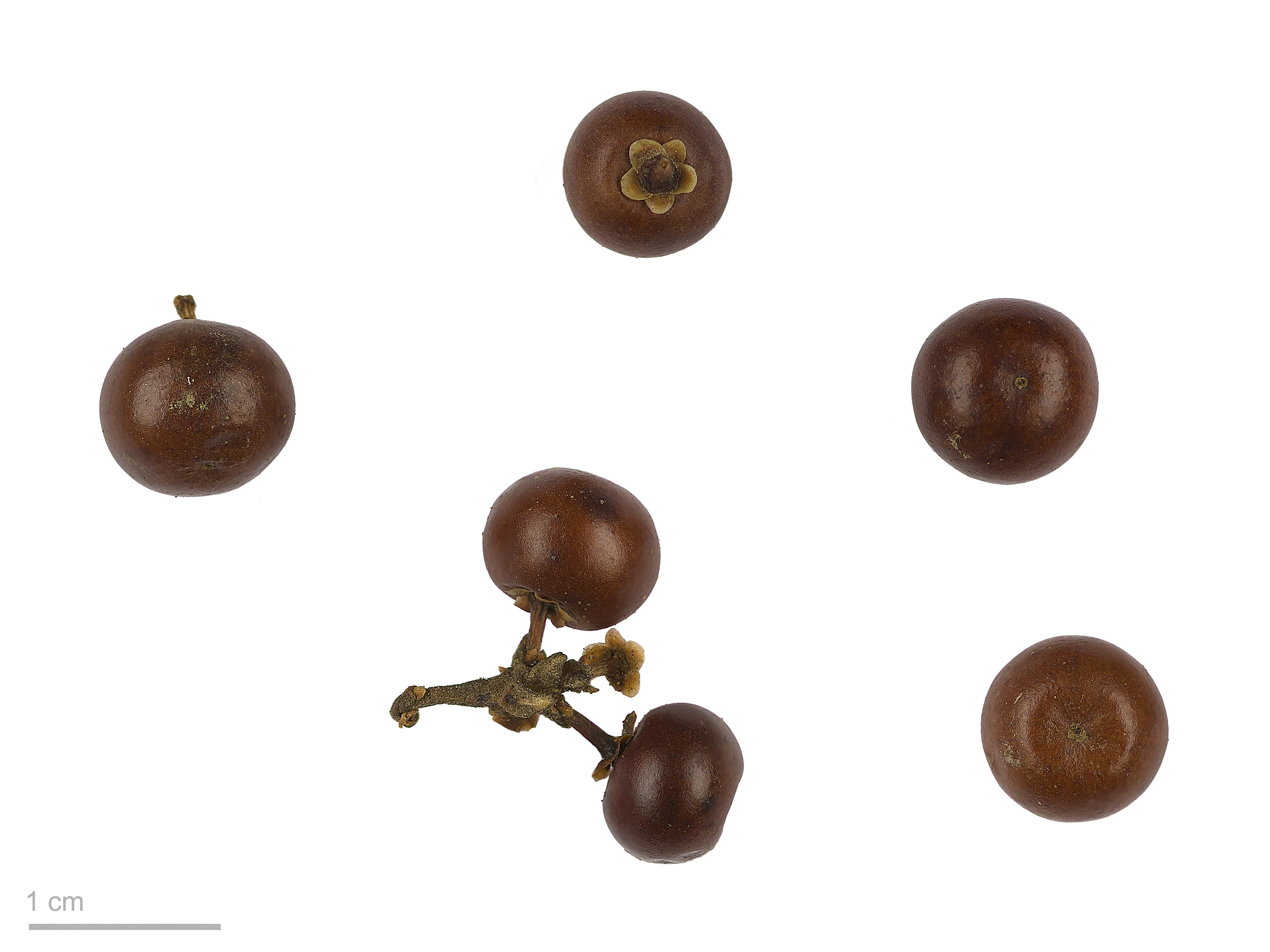
Arctostaphylos uva-ursi

L'uva ursina (Arctostaphylos uva-ursi (L.) Spreng., 1825) è una  specie della famiglia delle Ericacee. È un arbusto spontaneo nei boschi.

## Descrizione
L'uva ursina è un piccolo arbusto, latifoglie e sempreverdi, dell'altezza di circa 30–35 cm. Le foglie si rigenerano ogni circa tre anni. Produce dei frutti a forma di piccole bacche rosse dal sapore aspro e non molto gradevole.

## Composizione chimica
Il principale costituente della droga è l'arbutina, glicoside dell'idrochinone; sono presenti anche la metilarbutina, l'idrochinone e altri derivati dell'idrochinone. Tra gli acidi fenolici il maggiormente rappresentato è l'acido gallico, che, assieme alla galloilarbutina, costituisce la principale frazione dei gallotannini. Altri costituenti sono i flavonoidi e i triterpeni come l'acido ursolico e l'uvaolo.

## Proprietà terapeutiche
Grazie alle sue proprietà antibatteriche e diuretiche è solitamente usata come rimedio contro le cistiti, uretriti e infiammazioni/infezioni lievi dell'apparato urinario e nelle prostatiti.
Il Ministero della Salute nel Decreto 9 luglio 2012, "Disciplina dell'impiego negli integratori alimentari di sostanze e preparati vegetali" definisce l'effetto fisiologico dell'Arctostaplhylus Uva Ursi: "Drenaggio dei liquidi corporei. Funzionalità delle vie urinarie".
Viene utilizzato come antisettico delle vie urinarie visto che l'idrochinone, il suo principio attivo, combatte l'adesione dei batteri alle pareti uroteliali e agevola il loro allontanamento da parte dell'urina. L'idrochinone ha mostrato ottime azioni antinfiammatorie quando è venuto a contatto con i ceppi più diffusi quali l'Escherichia coli e lo Streptococcus, infatti l'Uva Ursi è impiegata come terapia nutraceutica e non anti-antibiotica assieme ad altri prodotti naturali come Cranberry ed Echinacea per la cura della cistite e della cistite recidivante.
Ha dato ottimi risultati anche nell'ipertrofia prostatica e nella ritenzione urinaria. L'uva ursina è un'erba medicinale e un'erba officinale.
Se usato come prodotto di erboristeria, viene raccomandato l'uso delle foglie in tisana e in decotto, soprattutto se associate alla gramigna, al timo. È sempre consigliabile la prescrizione medica poiché si sono riscontrati casi di gastralgia e anche di intossicazione.